# Savart de la Tommelle à Marigny
Savart de la Tommelle à Marigny este o arie protejată (sit de importanță comunitară — SCI) din Franța întinsă pe o suprafață de 286 ha, integral pe uscat.

## Localizare
Centrul sitului Savart de la Tommelle à Marigny este situat la coordonatele 48°39′42″N 3°49′54″E / 48.66167°N 3.83167°E.

## Înființare
Situl Savart de la Tommelle à Marigny a fost declarat arie specială de conservare în baza directivei 92/43 din 1992 referitoare la conservarea habitatelor naturale și a faunei și florei sălbatice pentru a proteja 1 specie de plante și 2 specii de animale.

## Biodiversitate
Situată în ecoregiunea continentală, aria protejată conține 4 habitate naturale: Pajiști uscate seminaturale și facies de acoperire cu tufișuri pe substraturi calcaroase (Festuco-Brometalia) (* situri importante pentru orhidee), Grohotișuri medio-europene calcaroase, de la nivel colinar și montan, Fânețe de joasă altitudine (Alopecurus pratensis, Sanguisorba officinalis), Formațiuni de Juniperus communis pe lande sau pajiști calcaroase.
La baza desemnării sitului se află mai multe specii protejate:
- plante (1): Sisymbrium supinum
- nevertebrate (2): fluturele auriu (Euphydryas aurinia), fluturele purpuriu (Lycaena dispar)

Pe lângă speciile protejate, pe teritoriul sitului au mai fost identificate 4 specii de plante, 5 specii de păsări, 1 specie de reptile.